# Karhujärvi (sjö i Finland, Norra Österbotten, lat 65,58, long 26,48)
Karhujärvi är en sjö i Finland. Den ligger i kommunen Pudasjärvi i landskapet Norra Österbotten, i den centrala delen av landet, 600 km norr om huvudstaden Helsingfors. Karhujärvi ligger 115 meter över havet. Arean är 69,4 hektar och strandlinjen är 3,34 kilometer lång. Sjön  ingår i Ijo älvs huvudavrinningsområde.   Den sträcker sig 0,8 kilometer i nord-sydlig riktning, och 1,2 kilometer i öst-västlig riktning.